# Cremolobus
Cremolobus là chi thực vật có hoa trong họ Cải.